# Europejska Nagroda Muzyczna MTV Amour
Europejska Nagroda Muzyczna MTV Amour – nagroda przyznawana przez redakcję MTV Europe podczas corocznego rozdania MTV Europe Music Awards i związana była z popularnym programem emitowanym w połowie lat 90. XX wieku na antenie MTV Europe – MTV Amour. Nagrodę MTV Amour po raz pierwszy i dotychczas jedyny raz przyznano w 1996 r. O zwycięstwie decydują widzowie za pomocą głosowania internetowego i telefonicznego (smsowego).

## Nominowani i zwycięzcy

### 1996
- The Fugees
  - D’Angelo
  - Madonna z Massive Attack
  - George Michael
  - TLC